# Liste der Fliessgewässer im Flusssystem Jonenbach

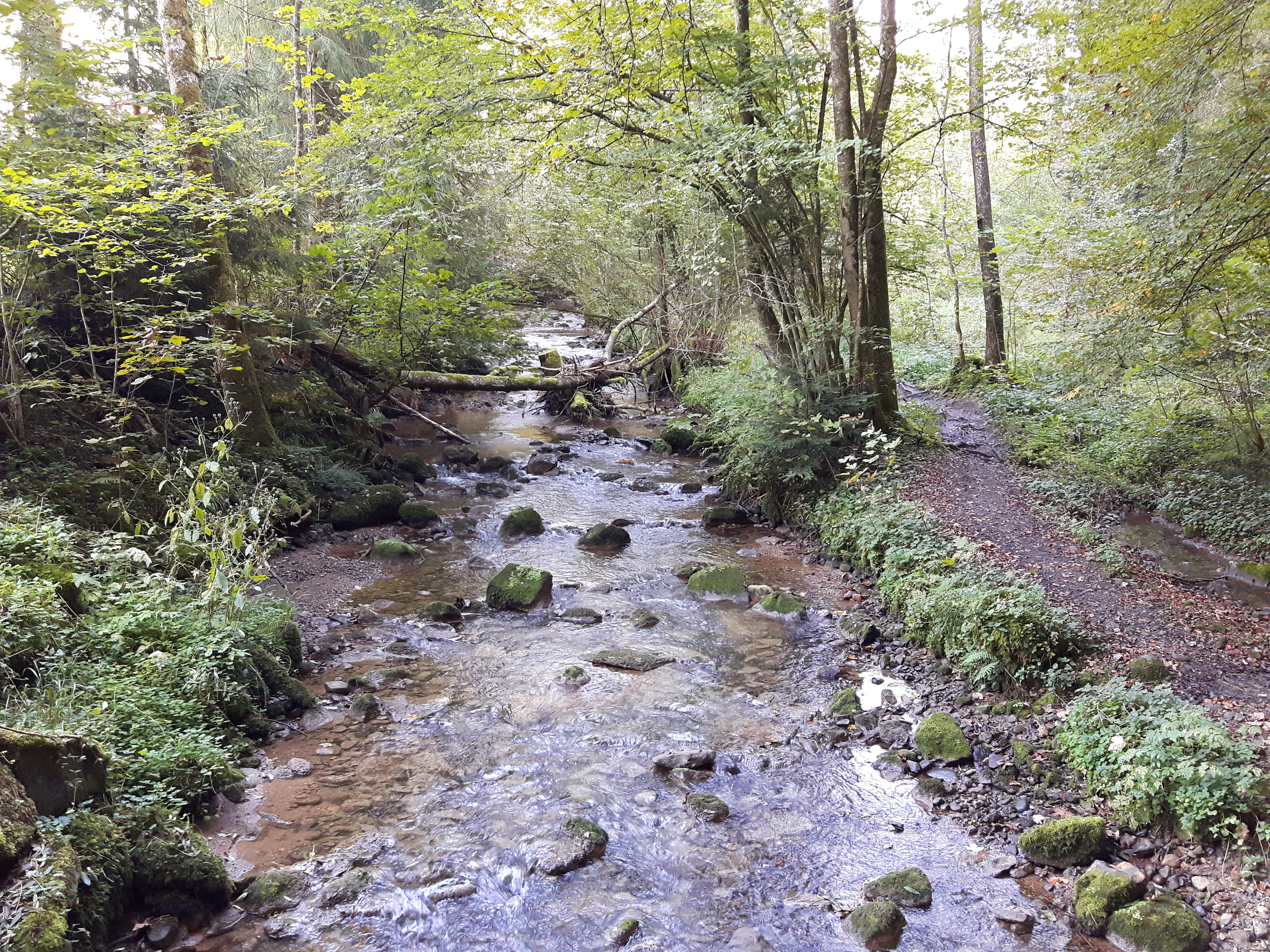
Jonenbach bei Hodel (Aeugst am Albis)

Die Liste der Fliessgewässer im Flusssystem Jonenbach umfasst alle direkten und indirekten Zuflüsse des Jonenbachs, soweit sie namentlich im Geoinformationssystem des Kantons Zürich  oder im Aargauischen Geografischen Informationssystem eingetragen sind. Namenlose Zuläufe und Abzweigungen werden nicht aufgeführt. Die Längenangaben werden auf eine Nachkommastelle gerundet. Die Fliessgewässer werden jeweils flussabwärts aufgeführt. Die orografische Richtungsangabe bezieht sich auf das direkt übergeordnete Gewässer. 

## Jonenbach
Der Jonenbach ist ein 21,6 Kilometer rechter Zufluss der Reuss. 

## Zuflüsse
Direkte und indirekte Zuflüsse des Jonenbachs mit Mündungskoordinaten
- Husertalbach (rechts), 0,5 km▼
- Baumgartenbach (rechts), 0,2 km▼
- Stäpferbach (rechts), 0,4 km▼
- Linerenbach (rechts), 0,3 km▼
- Rütibach (rechts), 1 km▼
- Tuschenbach (rechts), 0,5 km▼
- Mülibach (links), 3,2 km▼
  - Munirainbach (links), 0,3 km▼
  - Langrütibach (rechts), 0,6 km▼
  - Allmendbach (rechts), 0,3 km▼
  - Bifangbach (rechts), 0,5 km▼
    - Widiacherbach (links), 0,3 km▼

  - Schürenmoosgraben (links), 0,5 km▼
  - Mittelfeldbach (rechts), 0,7 km▼
    - Unterdorfbach (rechts), 0,3 km▼
- Heischer Dorfbach (rechts), 2,8 km▼
  - Ratlisbergbach (rechts), 0,2 km▼
  - Grossrainbächli (rechts), 0,3 km▼
  - Lättenbach (rechts), 0,1 km▼
  - Äbnibach (rechts), 0,4 km▼
    - linker Quellarm (links), 0,1 km▼
    - Vorderbürglenbach (rechts), 0,3 km▼

  - Juchbach (rechts), 2 km▼
    - Schnabelbach (rechts), 0,1 km▼
    - Bürglenbach (links), 0,4 km▼
    - Mattenbach (rechts), 0,7 km▼
    - Geissweidbach (links), 0,6 km▼
    - Stutzbach, auch Chalberweidbach (links), 1,5 km▼
      - Mittlerbürglenbach (rechts), 0,3 km▼

  - Längimattbach (rechts), 0,6 km▼
- Chruzelenbach (rechts), 0,6 km▼
- Moosbach (rechts), 0,7 km▼
- Ibach (links), 1,2 km▼
  - linker Quellarm (links), 0,1 km▼
  - namenloser Graben (rechter), 0,5 km▼
- Grabmattbach (links), 0,1 km▼
- Geissbüelbach (links), 0,4 km▼
- Eggbach (rechts), 0,8 km▼
  - Büelerenbach(rechts), 0,4 km▼
- Lerchenbach (rechts), 0,2 km▼
- Schwarzenbach (rechts), 3,1 km▼
  - Weidbach (auch Heischer Allmendbach) (rechts), 0,4 km▼
  - Goombach (rechts), 0,8 km▼
  - Rotbach (rechts), 1,2 km▼
    - Seeberigbach (links), 0,1 km

  - Chrutzelenbach (links), 0,6 km▼
  - Rossweidbach (rechts), 0,4 km▼
  - Lindenweidbach (rechts), 0,4 km▼
  - Sackbach (links), 0,1 km▼
  - Schwarzweidlibach (rechts), 0,1 km▼
- Suttermattenbach (rechts), 0,4 km▼
- Tägermoosbach (rechts), 1,3 km▼
- Sandtobelbach/Hormattbach (rechts), 0,6 km▼
- Hinterer Buechstockbach (links), 0,2 km▼
- Vorderer Buechstockbach (links), 0,2 km▼
- Gmeindholzbächli (links), 0,2 km▼
- Wängifeldbach (rechts), 0,1 km▼
- Bauseggbach (links), 0,9 km▼
  - linker Quellarm (links), 0,1 km▼
  - Bruederrainbach (links), 0,2 km▼
- Wängibächli (rechts), 0,1 km▼
- namenloser Bach (rechts), 0,3 km▼
- Tobelbach/Weidlibach (rechts), 2,4 km▼
  - Lättenbach (rechts), 0,5 km▼
- Usserallmendbach (rechts), 0,4 km▼
- Bernhaubach (auch Riedenbächli) (rechts), 1,3 km▼
  - Rossweidbach (links), 0,4 km▼
- Rorenmoosbach (rechts), 0,8 km▼
- Essbach (rechts), 1,6 km▼
  - Allmendbach (links), 0,8 km▼
  - Haselbach (rechts), 0,9 km▼
- Blitzgbach (rechts), 2,3 km▼
  - Bislikenbach (links), 0,4 km▼
- Hofibach (rechts), 2,4 km▼
  - Zilbach (links), 0,3 km▼
  - Bleikibach (links), 0,7 km▼
  - Buenbach (rechts), 1 km▼
  - Stockenbach (rechts), 1,7 km▼
    - Dreiangelbach (auch Solbach) (rechts), 0,5 km▼
      - Zweierebächli (links), 0,3 km▼
      - Riedbächli (rechts), 0,1 km▼

    - Solweidbach (links), 0,4 km▼
    - Soltobelbach/Grenzbach (links), 0,5 km▼
      - Spitzbächli (links), 0,1 km▼

    - namenloser Bach (links), 0,2 km▼

  - Ischlaggraben (links), 0,4 km▼
  - Wissenbach (links), 1,8 km▼
    - Fromoosgraben (links), 0,3 km▼
    - linker Quellbach (links), 0,1 km▼

  - Breitmattengraben (rechts), 0,2 km▼
  - Grindelbach/Krebsbach/Steeletshau (rechts), 1,2 km▼
    - Hollenbergbach (links), 0,4 km▼
    - Geissweidbach (links), 0,5 km▼

  - Sagermattengraben (links), 0,3 km▼
  - Ismattbach (rechts), 0,7 km▼
  - Feldenmasbach/Dorfbach (links), 3,5 km▼
    - Lärchenbach (links), 0,9 km▼
      - linker Quellarm (links), 0,2 km▼

    - Dürrenbach (links), 2 km▼
      - Tägermoosbach (rechts), 0,5 km▼
      - Hüslimattenbach (rechts), 0,3 km▼
      - Sennweidbach (rechts), 0,2 km▼

    - Gigerhaubach (rechts), 0,1 km▼
    - Hirslenbach (links), 1,4 km▼

  - Gäuderengraben/Gäudernbach (links), 0,1 km▼
- Fulenbach (links), 0,5 km▼
- Moosbach (links), 2,4 km▼
- Weidbach (rechts), 0,3 km▼
- Wassermattbach (rechts), 0,2 km▼
- Haldenbach (links), 0,5 km▼
- Lochbach (links), 0,7 km▼

Kantonsgrenze
- (Bach vom) Geissesteg (rechts), 0,1 km▼
- Schalchmatthaubächli (rechts), 2,2 km▼
  - Mattenbächli (links), 0,1 km▼
  - Lorzenbächli (links), 0,3 km▼
  - Rütibächli (links), 1 km▼
  - Kapellenrainrütibächli (links), 0,2 km▼
  - Allmendbach/Allmendbächli (rechts), 2,2 km▼
    - Kohlgrubenbächli (rechts), 0,2 km▼

  - (Bach aus der) Hubermatt (links), 0,5 km▼
    - (Bach aus der) Hubermatt 2 (links), 0,1 km▼
    - Schlittenfelsbächli (links), 0,6 km▼
    - (Bach aus der) Schämpele (links), 0,1 km▼

  - (Bach vom) Weiher Schämpele (links), 0,2 km▼
  - Menschenbächli (links), 0,3 km▼
- (Bach vom) Obergoom (links), 0,1 km▼
- (Bach im) Birri (rechts), 0,4 km▼
- (Bach aus der) Beckematt (rechts), 1 km▼
- (Bach vom) Chindlistei (rechts), 1,1 km▼
  - (Bach aus dem) Mörgelemättli (links), 0,1 km▼